# سيرجيو بوينو
سيرجيو بوينو (بالإسبانية: Sergio Bueno) هو مدرب كرة قدم ولاعب كرة قدم مكسيكي، ولد في 4 يوليو 1962 في مدينة كوليما في المكسيك. لعب مع أتلانتي إف سي وتيبورونيس روخوس دي فيراكروز ونادي بويبلا.